# Powers (serial telewizyjny 2015)
Powers – amerykańsko-kanadyjski superbohaterski serial dramatyczny na podstawie serii komiksów o tym samym tytule imprintu Icon Comics. Twórcami serialu byli Brian Michael Bendis i Charlie Huston. Huston pełnił również rolę showrunnera w pierwszym sezonie, a w drugim został zastąpiony przez Rémiego Aubuchona. W głównych rolach wystąpili: Sharlto Copley, Susan Heyward, Max Fowler, Olesya Rulin, Noah Taylor, Adam Godley, Michelle Forbes, Eddie Izzard i Michael Madsen.
Pierwszy sezon serialu Powers zadebiutował 10 marca 2015 roku na PlayStation Network. Drugi sezon pojawił się 31 maja 2016 roku. Serial został zakończony po dwóch sezonach, a ostatni odcinek został wyemitowany 19 lipca 2019 roku. W Polsce oba sezony emitowane były od 5 listopada 2020 do 18 marca 2021 roku na antenie AXN Black.

## Obsada

### Główne role
- Sharlto Copley jako Christian Walker, detektyw w Dywizji Powers. Wcześniej był niezniszczalny, posiadał umiejętność latania i posługiwał się pseudonimem Diamond. Jego moce zostały mu odebrane przez jego mentora, Wolfiego[2][3].
- Susan Heyward jako Deena Pilgrim, partnerka Walkera, detektyw w Dywizji Powers[4][3].
- Max Fowler jako Krispin Stockley, nastoletni syn zmarłego byłego partner Walkera z policji[4][3].
- Olesya Rulin jako Calista Secor, krnąbrna dziewczyna, która próbuje się wszędzie dostosować. Zaprzyjaźnia się zarówno z Walkerem i Royallem. Pragnie się zemścić na ojcu, który znęcał się nad jej matką[5][3].
- Noah Taylor jako Johnny Royalle, protegowany Wolfiego, który posiada zdolność teleportacji. Jest właścicielem klubu Gone Club[5][3].
- Adam Godley jako Emile Cross, kapitan w Dywizji Powers, który nie lubi ludzi z mocami; często spiera się z Walkerem i Pilgrim[4][3].
- Michelle Forbes jako Janis Sandusky / Retro Girl, światowej sławy bohaterka, która posiada nadludzką siłę i potrafi latać. Kiedyś spotykała się z Walkerem[2][3].
- Eddie Izzard jako „Big Bad” Wolfe, jeden z najpotężniejszych i najniebezpieczniejszych Powersów, posiada zdolność odbierania siły życiowej ludzi i mocy innych Powersów oraz regeneracji, a także nadludzką siłę i szybkość. Odpowiada za utratę mocy Walkera[5][3].
- Michael Madsen jako Patrick / SuperShock, trzystuletni Power, który powraca z emerytury po śmierci RetroGirl. Był częścią słynnego zespołu Unity wraz z RetroGirl i Cobalt Knight, jest jednym z najpotężniejszych Powersów[6][1].

### Role drugoplanowe
- Logan Browning jako Zora[7][3]
- Andrew Sensenig jako Harley Cohen / Triphammer[3]
- Aaron Farb jako Simons[3]
- Justice Leak jako Kutter[3]
- Nicky Buggs jako Eva Hamdam[3]
- Jeryl Prescott jako Golden[3]
- Shelby Steel jako Marigold Wygant / Chaotic Chick[3]
- Michael Lowry jako Craig Sherman[3]
- Bianca Amato jako Delia Alexander[3]
- David Ury jako dr Death[3]
- Michael Beasley jako Chaykin[3]
- Linds Edwards jako Zerotron X[3]
- Hayley Lovitt jako Michelle Claremont[3]
- Johnny Giacalone jako Cancilarra[3]
- Phillip DeVona jako Zabriski[3]
- Pete Burris jako Adlard[3]
- Claire Bronson jako Candace Stockley[3]
- Gregory Alan Williams jako Waldo Pilgrim[3]
- Matt Mercurio jako Kabatov[8]
- Enrico Colantoni jako Bailey Brown / Cobalt Knight[8][1]
- Tricia Helfer jako Angela Lange / Lynx[8][1]
- Timothy Douglas Perez jako Schlag[8]
- Jason Wesley jako Terrance Pelham[8]
- Teri Wyble jako Nicole Glantz[8]
- Robin Spriggs jako Morrison / The Ghost[8]
- Raul Casso jako Tiberio Martinez[8]
- Atkins Estimond jako Edson Fuller[8]

## Emisja i wydanie
Pierwszy sezon serialu Powers zadebiutował 10 marca 2015 roku na PlayStation Network, kiedy to wyemitowano trzy pierwsze odcinki serialu. Pierwszy sezon składał się 10 odcinków. Drugi sezon, również złożony z 10 odcinków, pojawił się 31 maja 2016 roku. Serial został zakończony po dwóch sezonach, a ostatni odcinek został wyemitowany 19 lipca 2019 roku. W Polsce oba sezony emitowane były od 5 listopada 2020 do 18 marca 2021 roku na antenie AXN Black.
Pierwszy sezon został wydany 14 lipca 2015 roku na nośnikach DVD i Blu-ray przez Sony Pictures Home Entertainment. Natomiast drugi sezon pojawił się 1 czerwca 2018 roku.

## Lista odcinków

### Sezon 1 (2015)
| №  | Nr | Tytuł                                | Reżyseria      | Scenariusz                        | Premiera (PlayStation Network) | Premiera w Polsce (AXN Black) |
| -- | -- | ------------------------------------ | -------------- | --------------------------------- | ------------------------------ | ----------------------------- |
| 1  | 1  | Pilot                                | David Slade    | Charlie Huston                    | 10 marca 2015                  | 5 listopada 2020              |
| 2  | 2  | Like a Power                         | David Slade    | Charlie Huston                    | 10 marca 2015                  | 12 listopada 2020             |
| 3  | 3  | Mickey Rooney Cries No More          | David Petrarca | David Paul Francis                | 10 marca 2015                  | 19 listopada 2020             |
| 4  | 4  | Devil in a Garbage Bag               | David Petrarca | Allison Moore                     | 17 marca 2015                  | 26 listopada 2020             |
| 5  | 5  | Paint It Black                       | Bill Eagles    | Julie Siege                       | 24 marca 2015                  | 3 grudnia 2021                |
| 6  | 6  | The Raconteur of the Funeral Circuit | Mikael Salomon | Allison Moore, David Paul Francis | 31 marca 2015                  | 10 grudnia 2021               |
| 7  | 7  | You Are Not It                       | Aaron Lipstadt | Rémi Aubuchon, Allison Moore      | 7 kwietnia 2015                | 17 grudnia 2021               |
| 8  | 8  | Aha Shake Heartbreak                 | Tim Hunter     | Julie Siege                       | 14 kwietnia 2015               | 24 grudnia 2021               |
| 9  | 9  | Level 13                             | Bill Eagles    | Brian Michael Bendis              | 21 kwietnia 2015               | 31 grudnia 2021               |
| 10 | 10 | F@#K the Big Chiller                 | Mikael Salomon | Charlie Huston, Allison Moore     | 28 kwietnia 2015               | 7 stycznia 2021               |

### Sezon 2 (2016)
| №  | Nr | Tytuł                  | Reżyseria         | Scenariusz           | Premiera (PlayStation Network) | Premiera w Polsce (AXN Black) |
| -- | -- | ---------------------- | ----------------- | -------------------- | ------------------------------ | ----------------------------- |
| 11 | 1  | Caracas, 1967          | Mikael Salomon    | Rémi Aubuchon        | 31 maja 2016                   | 14 stycznia 2021              |
| 12 | 2  | Funeral of the Century | Rod Hardy         | Brian Michael Bendis | 31 maja 2016                   | 21 stycznia 2021              |
| 13 | 3  | Hell Night             | Mikael Salomon    | David Simkins        | 31 maja 2016                   | 28 stycznia 2021              |
| 14 | 4  | Stealing Fire          | Jonathan Frakes   | Ben Edlund           | 7 czerwca 2016                 | 4 lutego 2021                 |
| 15 | 5  | Shaking the Tree       | David Solomon     | Allison Moore        | 14 czerwca 2016                | 11 lutego 2021                |
| 16 | 6  | Requiem                | Aaron Lipstadt    | Linda McGibney       | 21 czerwca 2016                | 18 lutego 2021                |
| 17 | 7  | Origins                | J. Miller Tobin   | David Simkins        | 28 czerwca 2016                | 25 lutego 2021                |
| 18 | 8  | Chasing Ghosts         | Matt Earl Beesley | Mac Marshall         | 5 lipca 2016                   | 4 marca 2021                  |
| 19 | 9  | Slain Dragons          | Aaron Lipstadt    | Brian Michael Bendis | 12 lipca 2016                  | 11 marca 2021                 |
| 20 | 10 | Legacy                 | Mikael Salomon    | Michael Avon Oeming  | 19 lipca 2016                  | 18 marca 2021                 |

## Produkcja

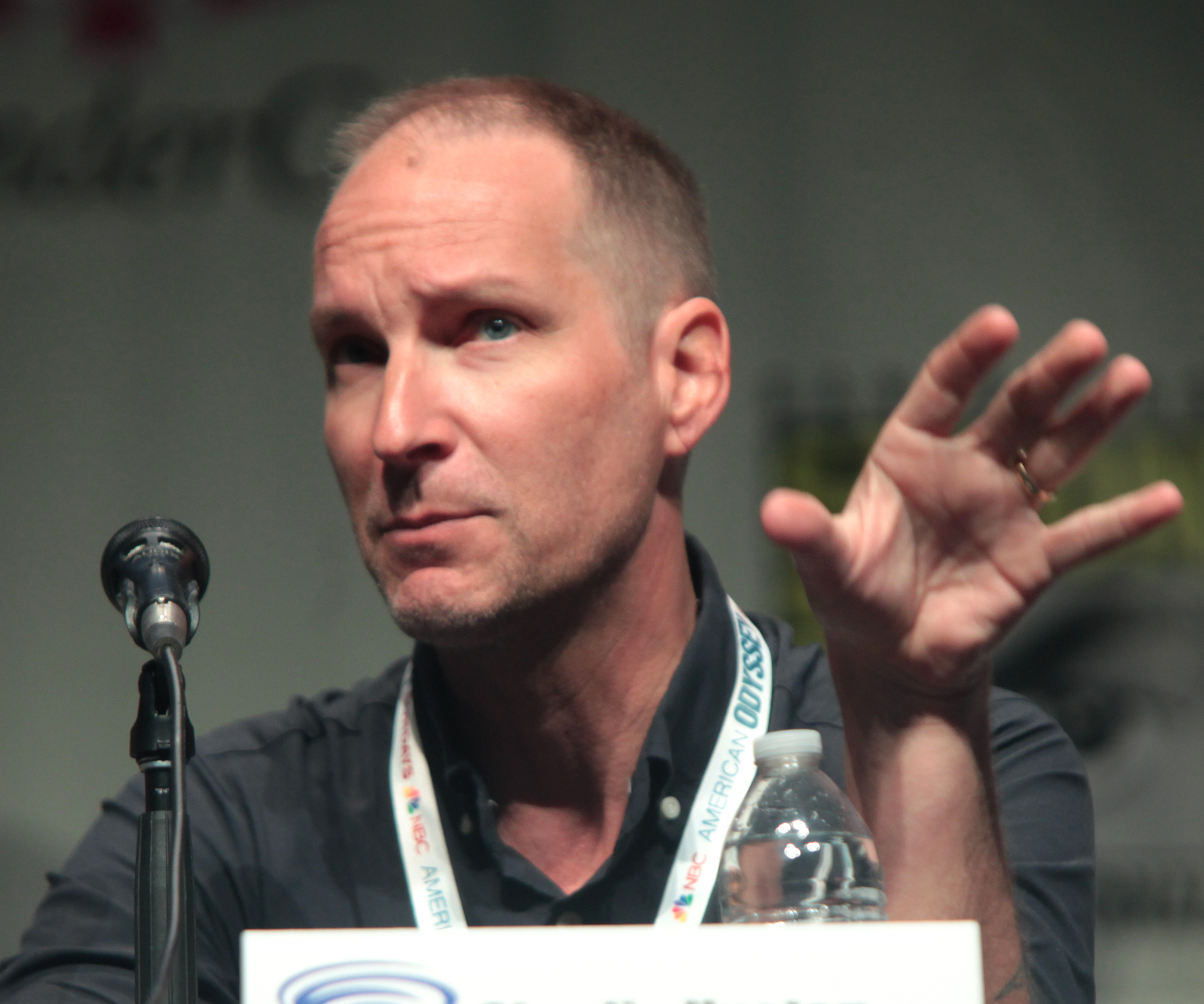
Charlie Huston, współtwórca serialu i showrunner pierwszego sezonu

W 2001 roku Sony Pictures rozważało produkcję filmu na podstawie serii komiksów Powers. W 2009 roku Brian Michael Bendis, współtwórca tej serii, poinformował o planach stacji FX na serial Powers, przy którym Bendis ma pracować jako scenarzysta. W lutym 2011 roku stacja dała zgodę na produkcję pilota, który miał być koprodukcją Sony Pictures Television i FX Networks. W maju wyjawiono, że Charles S. Dutton zagra Kapitana Cossa. Zdjęcia do pilota zostały zapowiedziane na czerwiec tego samego roku. W czerwcu do obsady dołączyli: Lucy Punch jako Deena Pilgrim, Jason Patric jako Christian Walker, Carly Foulkes jako Retro Girl i Bailee Madison jako Calista Secor.
Prace zdjęciowe do pilota rozpoczęły się na początku lipca 2011 roku w Chicago, a zakończyły się w sierpniu. Scenariusz do pilota napisał Charles H. Eglee, a za reżyserię odpowiadał Michael Dinner. W listopadzie FX poinformowało, że planuje zmiany i dokrętki do pilota. W kwietniu poinformowano, że stacja planuje dalsze zmiany w scenariusz i w obsadzie.

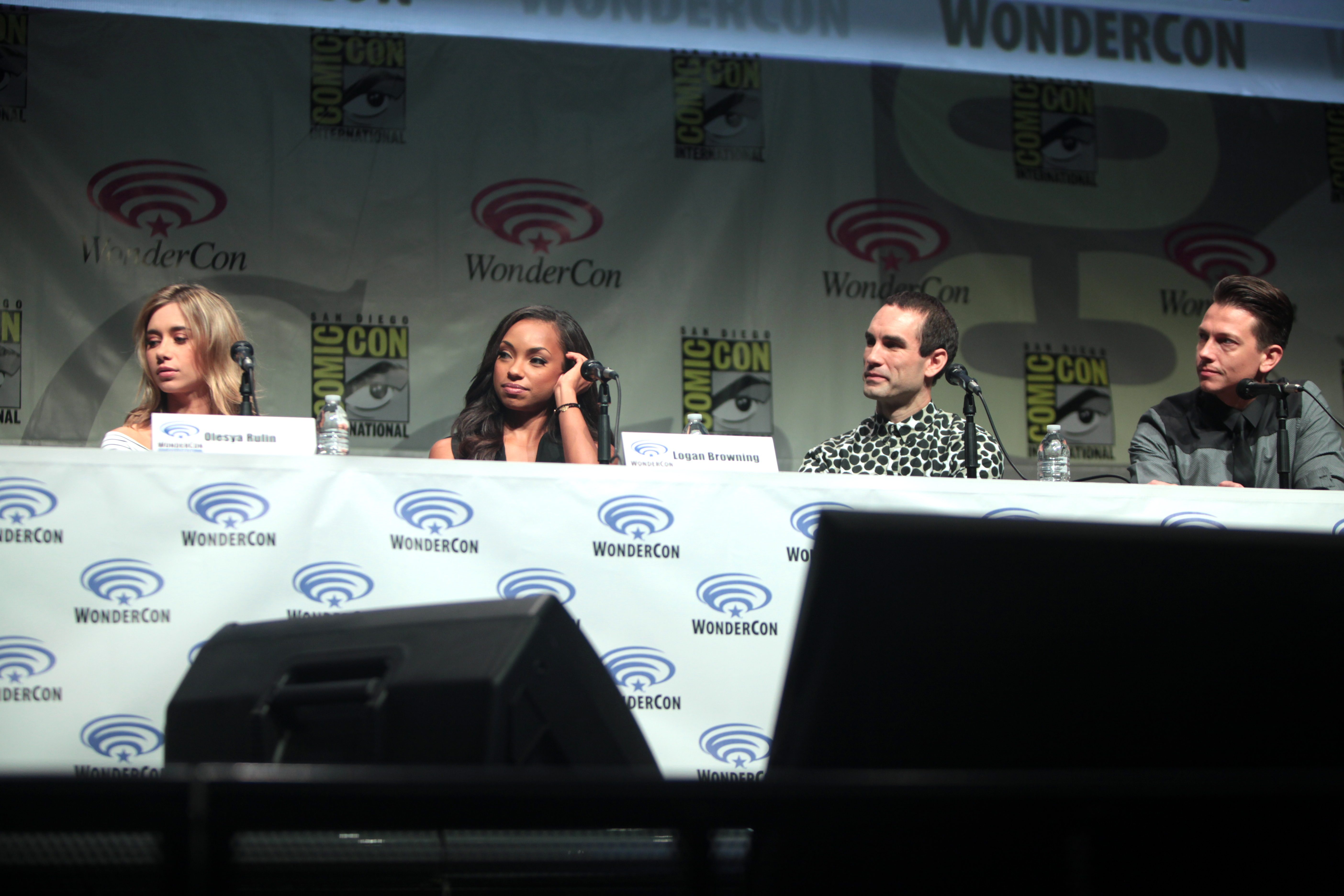
Olesya Rulin, Logan Browning, Aaron Farb i Justice Leak podczas panelu serialu na WonderConie

W marcu 2014 roku ogłoszono, że serial Powers będzie pierwszą oryginalną produkcją dla PlayStation Network dostępną dla użytkowników konsoli PlayStation z premierą zaplanowaną na grudzień tego samego roku. W lipcu poinformowano, że Susan Heyward, Max Fowler i Adam Godley wystąpią w serialu jako Deena Pilgrim, Krispin Stockley i Kapitan Cross. W sierpniu do obsady dołączyli: Eddie Izzard jako „Big Bad” Wolfe, Olesya Rulin jako Calista Secor, Noah Taylor jako Johnny Royalle, Sharlto Copley jako Christian Walker i Michelle Forbes jako Retro Girl. Miesiąc później poinformowano, że Logan Browning zagra Zorę. Zdjęcia do pierwszego sezonu rozpoczęły się we wrześniu w Atlancie. Pierwszy zwiastun produkcji zaprezentowano podczas New York Comic-Conu w październiku 2014 roku. W marcu 2015 roku ujawniono, że Jeff Rona komponował muzykę do serialu.
W maju 2015 roku poinformowano, że serial otrzymał drugi sezon oraz że Charlie Huston zrezygnował ze stanowiska showrunnera. Jeszcze w tym samym miesiącu Rémi Aubuchon zajął jego miejsce. W październiku ujawniono, że dołączył do obsady drugiego sezonu Michael Madsen jako SuperShock. W sierpniu 2016 roku poinformowano, że podjęto decyzję o zakończeniu serialu po drugim sezonie.

## Odbiór

### Krytyka w mediach
Serial spotkał się z mieszaną reakcją krytyków. W serwisie Rotten Tomatoes 48% z 29 recenzji pierwszego sezonu uznano za pozytywne, a średnia ocen wystawionych na ich podstawie wyniosła 4,6/10. Na portalu Metacritic średnia ważona ocen z 14 recenzji wyniosła 51 punktów na 100.
Geoff Berkshire z „Variety” w recenzji pierwszych trzech odcinków pierwszego sezonu zauważył, że „stworzono go z ograniczonym budżetem, ale nie wygląda ani nie wydaje się tani i zyskuje dzięki zdolnej obsadzie i solidnej pracy reżysera Davida Slade’a”. Natomiast Keith Uhlich z „The Hollywood Reporter” stwierdził, że „nic w pierwszych trzech z 10 odcinków wysłanych do recenzji nie sugeruje, że czekają nas jakieś niespodzianki” i napisał, że „jak to często bywa w przypadku historiach o superbohaterach, to barwne postacie drugoplanowe wzbudzają prawdziwe zainteresowanie”. Matt Fowler, recenzując pierwszy sezon dla IGN, napisał, że „pozostawiono wiele oryginalnego dziwactwa i uroku w zamian za znacznie mniej satysfakcjonującą sagę o ludziach z supermocami żyjących wśród normalnych”.
Evan Valentine z serwisu Collider o pierwszym sezonie napisał, że był „okropny” i „była to definicja gorącego bałaganu z okropną grą aktorską, jedne z najgorszych efektów specjalnych, jakie można znaleźć we współczesnej telewizji” natomiast o drugim stwierdził, że „jest lepszy niż pierwszy sezon i ma świetne pomysły, które mogą wciągnąć publiczność, aby zastanowić się, jak pewne rzeczy wpłyną na postacie i społeczeństwo jako całość”. Nadal uważał, że „efekty są tandetne” i „fabuła jest wadliwa”, jednak stwierdził, że największą wadą są „główne postacie w Dywizji Powers”. John Saavedra z Den of Geek w recenzji pierwszych trzech odcinków drugiego sezonu napisał: „nadal nie mogę powstrzymać się od oglądania Powers z pełną sympatią. To zabawny serial o superbohaterach w stylu filmu klasy B, który pewnego dnia zostanie uznany za kultowy klasyk. I nawet jeśli nie zasługuje na to wyróżnienie, zawsze będę myśleć o Powers jako telewizyjnym odpowiedniku parodii X-Men”.

### Nominacje
| Rok  | Ceremonia     | Kategoria                         | Nominowani | Rezultat  | Przypis |
| ---- | ------------- | --------------------------------- | ---------- | --------- | ------- |
| 2016 | Saturn Awards | Najlepszy serial w nowych mediach | Powers     | Nominacja | [ 62 ]  |